# Bahía de Nipe
Bahía de Nipe är en vik i Kuba.   Den ligger i provinsen Provincia de Holguín, i den östra delen av landet, 700 km öster om huvudstaden Havanna. Arean är 200 kvadratkilometer.